# Паравани (језеро)
Паравани језеро ( груз. ფარავნის ტბა ) је језеро вулканског порекла, у Грузији, смештено на висоравни Јавахети између области Абул-Самсари и Јавахети. 

## Географија и хидрографија
Језеро Паравани налази се на 2.073 м надморске висине и има површину од 37,5 km² и дренажни базен од 234 km². Максимална и просечна дубина му је 3,3 м односно 2,2 м. Запремина језера је 91.000.000 м³. Ниво воде је низак током октобра и новембра а висок је током маја и јуна. Језеро је залеђено током зиме, а дебљина леда се креће од 47 до 73 cm.
Језеро Паравани је веома замућено због своје релативно мале дубине. Међутим, боја водене површине варира у зависности од временских услова, од светлоплаве до тамноплаве.
Поред малих река Схаори, Сабадостскали и Родионовскис Тскали, језеро добија воду од снега, кише и подземних извора. 
Река Паравани настаје на јужном делу језера и повезује се са Куром са десне стране. Језеро је популарно одредиште за риболов. 

## Истраживања
Истраживања су показала да на дну језера постоје древне гробнице из бронзаног доба. Пронађени су и многи предмети за домаћинство и керамичке посуде. Спектрална анализа је показала да датирају из 4. века п. н. е.

## Легенда
О настанку језера постоји легенда: Постојала је земља Парвана између планина Абул и Мтин. У дворцу је живео краљ и његова ћерка, лепа принцеза. Када је стасала за удају, сакупили су се достојни витезови и краљ је организовао такмичење како би принцеза изабрала најбољег. Али добра принцеза није желела да се пролива крв, већ је изабрала други начин: изабраће онога ко јој донесе вечни (неугасиви) пламен. Витезови су се разишли тражећи га. Принцеза је чекала, али нико се није вратио; она је плакала и својим сузама потопила дворац и краљевину Парвана, створивши језеро.

## Белешке и референце
1. ↑  Apkhazava, I. Ed. Georgian Encyclopedia. Vol. X. Tbilisi, Georgia: 1985.
2. ↑  „Paravani Lake”. mygeotrip.com. Приступљено 19. 4. 2020.
3. ↑  „Lake Paravani”. airgeo.org. Приступљено 19. 4. 2020.
4. ↑  „Paravani lake”. abeonatravel.ge. Архивирано из оригинала 13. 12. 2024. г. Приступљено 19. 4. 2020.